# Johanna Karlin
Johanna Jannike Karlin , född 16 juni 1964, är en svensk konstnär.
Johanna Karlin växte upp i Kälvesta i Stockholm. Hon utbildade sig på  Kungliga Konsthögskolan i Stockholm, där hon tog examen 1995. 
Hon är bosatt i Kläppinge, sydost om Borgholm på Öland, och har undervisat på Ölands folkhögskola. I sina verk och installationer utgår hon framför allt från återvunna vardagliga föremål, ofta med användning av material med lågt ekonomiskt värde.
Johanna Karlin vann 2017 Region Stockholms tävling om gestaltning av torget Hagaplan i Hagastaden, i vilken fem konstnärer utvalts för att utarbeta förslag. Installationen Inflyttarna invigdes i september 2023 och består av ett 30-tal använda parkbänkar från olika platser i Sverige och Tyskland.